# Marcoussis
Marcoussis este o comună din centrul Franței, situată în departamentul Essonne, în regiunea Île-de-France. În localitate se află Centrul Național de Rugby, locul de antrenament al echipei naționale franceze de rugby.